# Yamaha Music Festival
 (août 2016).
Si vous disposez d'ouvrages ou d'articles de référence ou si vous connaissez des sites web de qualité traitant du thème abordé ici, merci de compléter l'article en donnant les références utiles à sa vérifiabilité et en les liant à la section « Notes et références ».
Yamaha Music Festival, aussi appelé World Popular Song Festival, est un concours de chanson internationale originaire du Japon, apparenté aux Concours Eurovision de la chanson.

## Histoire
Le festival a été créé en 1970 à Tokyo par la Yamaha Music Fondation avant de prendre fin en 1989.
De nombreux artistes y ont participé.

## Les vainqueurs
| Année | Pays        | Artiste                       | Titre                                 |
| ----- | ----------- | ----------------------------- | ------------------------------------- |
| 1970  | Israël      | Hedva & David                 | "I Dream of Naomi"                    |
| 1971  | France      | Martine Clémenceau            | "Un Jour l'Amour"                     |
| 1971  | Japon       | Tsunehiko Kamijo & Rokumonsen | "Tabidachi no Uta"                    |
| 1972  | Royaume-Uni | Capricorn                     | "Feeling"                             |
| 1972  | Canada      | Emmanuëlle                    | "La Chanson de mon pays"              |
| 1972  | Jamaïque    | Ernie Smith                   | "Life Is Just for Livin '"            |
| 1973  | Italie      | Gilda Giuliani                | "Parigi une volte Cosa Fa"            |
| 1973  | USA         | Shawn Phillips                | "Tous les rois et Châteaux"           |
| 1973  | Royaume-Uni | Keeley Ford                   | "Head over Heels"                     |
| 1974  | Norvège     | Ellen Nikolaysen              | "You Made Me Feel I Could Fly"        |
| 1975  | Mexique     | Mister Loco                   | "Lucky Man"                           |
| 1975  | Japon       | Miyuki Nakajima               | "Jidai (Time Goes Around)"            |
| 1976  | Italie      | Franco & Regina               | "Amore Mio"                           |
| 1976  | Japon       | Sunsetz Sandy                 | "Goodbye Morning"                     |
| 1977  | Canada      | Nicole Martin                 | "Bonsoir tristesse"                   |
| 1977  | Royaume-Uni | Rags                          | "Can't Hide My Love"                  |
| 1977  | Italie      | Mia Martini                   | "Ritratto di Donna"                   |
| 1977  | Japon       | Masanori Sera et Twist        | "Anta n Ballade"                      |
| 1978  | Royaume-Uni | Tina Charles                  | "Love Rocks"                          |
| 1978  | Japon       | Hiroshi Madoka                | "Musoubana (Fly on All the Way)"      |
| 1979  | Royaume-Uni | Bonnie Tyler                  | "Assis sur le bord de l'océan"        |
| 1979  | Japon       | Crystal King                  | "Daitokai (In the City of Strangers)" |
| 1980  | USA         | Mary MacGregor                | "What's The Use"                      |
| 1981  | Cuba        | Osvaldo Rodríguez             | "Digamos Que Mas Da"                  |
| 1982  | Canada      | Céline Dion                   | "Tellement j'ai d'amour pour toi"     |
| 1982  | USA         | Anne Bertucci                 | "Where Did We Go Wrong"               |
| 1983  | Hongrie     | Newton famille                | "Time Goes By"                        |
| 1984  | Canada      | France Joli                   | "Party Lights"                        |
| 1985  | Argentine   | Valeria Lynch                 | "Puzzles"                             |
| 1986  | USA         | Stacy Lattisaw                | "Longshot"                            |
| 1987  | Australie   | Pseudo Echo                   | "Take on the World"                   |
| 1988  |             | (Indécis)                     |                                       |
| 1989  |             | (Benefit concert seulement)   |                                       |